# Патраки (Кировская область)
Патраки — деревня в Котельничском районе Кировской области в Покровском сельском поселении.
Расположена примерно в 7 верстах к востоку от села Покровское.
Население по переписи 2010 года составляло 0 человек.